# Нови Сад
Нови Сад је градско насеље и седиште истоимене територијалне јединице у Србији. Административни је центар Војводине и Јужнобачког управног округа. Према попису из 2022. било је 260.438 становника, што га чини другим насељем по броју становника у Србији. Налази се у јужном делу Панонске низије, на граници Бачке и Срема.
Основан 1694. године, Нови Сад је дуго времена био центар српске културе, због чега је често називан Српска Атина. Данас је велики индустријски и финансијски центар српске економије, универзитетски, школски, културни, научни, здравствени и политички центар Војводине, град домаћин многих међународних и домаћих привредних, културних, научних и спортских манифестација, као и град музеја, галерија, библиотека и позоришта. Нови Сад је биран за европску престоницу младих (2019) и европску престоницу културе (2022), а такође је уврштен у Унесков списак креативних градова (2023).
Град лежи на обалама реке Дунав, између 1252. и 1262. километра речног тока. На левој обали Дунава се налази равничарски део града (Бачка), док је на десној обали, на обронцима Фрушке горе, смештен брдовити део града (Срем). Надморска висина са бачке стране је од 72 до 80 m, док се са сремске стране креће између 250 и 350 m. Код Новог Сада се у Дунав (са леве стране реке) улива Мали бачки канал, који је део система канала Дунав—Тиса—Дунав. Бачки део града је смештен са обе стране овог канала.

## Име
У граду Новом Саду у службеној употреби су, поред српског језика, још и мађарски, словачки и русински језик. Име града на осталим службеним језицима гласи Újvidék (мађарски), Nový Sad (словачки) и Нови Сад (русински). На осталим језицима који су (или који су били) од историјског значаја на овим просторима име Новог Сада гласи Neoplanta (латински),  или  (немачки), Novi Sad (хрватски), Novi Sad (румунски) и Млада Лоза (бугарски).
Првобитна имена Новог Сада била су Рацко (Српско) село, Рацка варош, Рацки град (Ratzen Stadt, Ratzenstatt) и Петроварадински шанац (Peterwardeiner Schantz), док име Нови Сад (Neoplanta, Neusatz, Újvidék) датира из 1748. године. Манојло Грбић у првој књизи са насловом Карловачко владичанство на страни 288. пише: „У јесен 1722. држан је народни Сабор у Варадинском Шанцу, а то је у данашњем Новом Саду.”

### Српска Атина
Српска Атина је синоним Новог Сада. Током хабзбуршке управе, Срби у Новом Саду су водили живу политичку и културну борбу, а свој културни процват град је доживео је у другој половини 19. века када добија овај ласкави назив.
Тиме је исказана сличност са културним и научним центром античког света, грчком Атином. Нови Сад је средиште готово свеколиког политичког, књижевног, просветног и културног живота Срба. То је доба великог српског националног полета у свим правцима, полета којима је Нови Сад давао тон и одређивао правац.

## Географија

### Положај града
Нови Сад у средишњем делу аутономне покрајине Војводине, на северу Србије, на граници Бачке и Срема.
Град лежи на обалама реке Дунав, између 1252 и 1262 километра речног тока. На левој обали Дунава се налази равничарски део града (Бачка), док је на десној обали, на обронцима Фрушке горе, смештен брдовити део града (Срем). Надморска висина са бачке стране је од 72 до 80 m, док се са сремске стране креће између 250 и 350 m. Код Новог Сада се у Дунав (са леве стране реке) улива Мали бачки канал, који је део система канала Дунав—Тиса—Дунав. Бачки део града је смештен са обе стране овог канала.
Са 15 приградских насеља, општинско подручје града Новог Сада обухвата површину од 702,7 km², док уже подручје Новог Сада са Петроварадином и Сремском Каменицом заузима површину од 129,4 km². Грађевински рејон града обухвата површину од 106,2 km².
Град се налази на важним саобраћајним коридорима, што обезбеђује значајне компаративне предности. Нови Сад има друмску, железничку и речну везу са окружењем. Место је стицања и повезивања мреже магистралних копнених саобраћајница на правцима:
- Североисточна и Источна Европа, према Блиском и Далеком истоку;
- Средња Европа и Северна Европа, према јадранским лукама.

Кроз град пролази саобраћајни коридор бр. 10 који на свом основном правцу од Салцбурга до Солуна повезује осам, а укључујући краке, још шест држава. Коридор бр. 7 или Дунавски коридор воденим путем, преко Дунава, повезује земље западне Европе са Црним морем. Пловним малим каналом Нови Сад је повезан са системом канала Дунав—Тиса—Дунав који омогућава саобраћајне везе пловним путем и то узводно до средње Европе и низводно према Црном мору. Нови Сад се налази на 1.255 km тока, на сектору Града тече широко, кроз равницу, градећи многобројне аде, рукавце и спрудове.
Општинско подручје Града Новог Сада окружују општине Бачки Петровац, Врбас, Темерин, Жабаљ, Тител, Инђија, Сремски Карловци, Ириг и Беочин, чији становници, заједно са становницима још неких општина Јужнобачког округа, гравитирају Новом Саду.

### Клима
Клима у Новом Саду прелази из умерено континенталне у континенталну, тако да град има сва четири годишња доба. Преко јесени и зиме повремено дува хладан ветар кошава, који обично траје од три до седам дана. Кошава може током зиме да створи наносе и сметове снега током вејавица и мећава. Просечна температура ваздуха у граду је 10,9 °C, средња температура у јануару је −1 °C, док је у јулу 21,6 °C. Годишње падне просечно 578 mm падавина, а број дана са падавинама је 122. Због промене климе на глобалном (светском) нивоу, последњих година се на подручју Новог Сада повећала количина падавина, што повремено изазива поплаве у неким деловима града, будући да садашњи градски канализациони систем није пројектован за измењене климатске услове.
| Клима за Римске Шанчеве, Нови Сад (1981—2010, екстреми 1948—данас) | Клима за Римске Шанчеве, Нови Сад (1981—2010, екстреми 1948—данас) | Клима за Римске Шанчеве, Нови Сад (1981—2010, екстреми 1948—данас) | Клима за Римске Шанчеве, Нови Сад (1981—2010, екстреми 1948—данас) | Клима за Римске Шанчеве, Нови Сад (1981—2010, екстреми 1948—данас) | Клима за Римске Шанчеве, Нови Сад (1981—2010, екстреми 1948—данас) | Клима за Римске Шанчеве, Нови Сад (1981—2010, екстреми 1948—данас) | Клима за Римске Шанчеве, Нови Сад (1981—2010, екстреми 1948—данас) | Клима за Римске Шанчеве, Нови Сад (1981—2010, екстреми 1948—данас) | Клима за Римске Шанчеве, Нови Сад (1981—2010, екстреми 1948—данас) | Клима за Римске Шанчеве, Нови Сад (1981—2010, екстреми 1948—данас) | Клима за Римске Шанчеве, Нови Сад (1981—2010, екстреми 1948—данас) | Клима за Римске Шанчеве, Нови Сад (1981—2010, екстреми 1948—данас) | Клима за Римске Шанчеве, Нови Сад (1981—2010, екстреми 1948—данас) |
| Показатељ \ Месец                                                  | .Јан.                                                              | .Феб.                                                              | .Мар.                                                              | .Апр.                                                              | .Мај.                                                              | .Јун.                                                              | .Јул.                                                              | .Авг.                                                              | .Сеп.                                                              | .Окт.                                                              | .Нов.                                                              | .Дец.                                                              | .Год.                                                              |
| ------------------------------------------------------------------ | ------------------------------------------------------------------ | ------------------------------------------------------------------ | ------------------------------------------------------------------ | ------------------------------------------------------------------ | ------------------------------------------------------------------ | ------------------------------------------------------------------ | ------------------------------------------------------------------ | ------------------------------------------------------------------ | ------------------------------------------------------------------ | ------------------------------------------------------------------ | ------------------------------------------------------------------ | ------------------------------------------------------------------ | ------------------------------------------------------------------ |
| Апсолутни максимум, °C (°F)                                        | 18,9 (66)                                                          | 22,4 (72,3)                                                        | 30,0 (86)                                                          | 31,5 (88,7)                                                        | 34,2 (93,6)                                                        | 37,6 (99,7)                                                        | 41,6 (106,9)                                                       | 40,0 (104)                                                         | 37,4 (99,3)                                                        | 30,1 (86,2)                                                        | 26,9 (80,4)                                                        | 21,0 (69,8)                                                        | 41,6 (106,9)                                                       |
| Максимум, °C (°F)                                                  | 3,7 (38,7)                                                         | 6,1 (43)                                                           | 12,0 (53,6)                                                        | 17,7 (63,9)                                                        | 23,0 (73,4)                                                        | 25,8 (78,4)                                                        | 28,1 (82,6)                                                        | 28,3 (82,9)                                                        | 23,6 (74,5)                                                        | 18,0 (64,4)                                                        | 10,5 (50,9)                                                        | 4,8 (40,6)                                                         | 16,8 (62,2)                                                        |
| Просек, °C (°F)                                                    | 0,2 (32,4)                                                         | 1,6 (34,9)                                                         | 6,4 (43,5)                                                         | 11,8 (53,2)                                                        | 17,3 (63,1)                                                        | 20,1 (68,2)                                                        | 21,9 (71,4)                                                        | 21,6 (70,9)                                                        | 16,9 (62,4)                                                        | 11,8 (53,2)                                                        | 5,9 (42,6)                                                         | 1,5 (34,7)                                                         | 11,4 (52,5)                                                        |
| Минимум, °C (°F)                                                   | −3,1 (26,4)                                                        | −2,4 (27,7)                                                        | 1,5 (34,7)                                                         | 6,2 (43,2)                                                         | 11,3 (52,3)                                                        | 14,1 (57,4)                                                        | 15,5 (59,9)                                                        | 15,3 (59,5)                                                        | 11,4 (52,5)                                                        | 6,9 (44,4)                                                         | 2,2 (36)                                                           | −1,5 (29,3)                                                        | 6,5 (43,7)                                                         |
| Апсолутни минимум, °C (°F)                                         | −30,7 (−23,3)                                                      | −28,6 (−19,5)                                                      | −19,9 (−3,8)                                                       | −6,2 (20,8)                                                        | −0,4 (31,3)                                                        | 0,2 (32,4)                                                         | 5,4 (41,7)                                                         | 6,9 (44,4)                                                         | −1,6 (29,1)                                                        | −6,4 (20,5)                                                        | −13,8 (7,2)                                                        | −24,0 (−11,2)                                                      | −30,7 (−23,3)                                                      |
| Количина падавина, mm (in)                                         | 39,1 (1,539)                                                       | 31,4 (1,236)                                                       | 42,5 (1,673)                                                       | 49,2 (1,937)                                                       | 63,0 (2,48)                                                        | 91,4 (3,598)                                                       | 64,3 (2,531)                                                       | 57,5 (2,264)                                                       | 53,8 (2,118)                                                       | 52,7 (2,075)                                                       | 53,8 (2,118)                                                       | 48,8 (1,921)                                                       | 647,3 (25,484)                                                     |
| Дани са падавинама (≥ 0.1 mm)                                      | 12                                                                 | 10                                                                 | 11                                                                 | 12                                                                 | 13                                                                 | 12                                                                 | 10                                                                 | 9                                                                  | 10                                                                 | 9                                                                  | 11                                                                 | 13                                                                 | 132                                                                |
| Дани са снегом                                                     | 6                                                                  | 7                                                                  | 3                                                                  | 0                                                                  | 0                                                                  | 0                                                                  | 0                                                                  | 0                                                                  | 0                                                                  | 0                                                                  | 2                                                                  | 6                                                                  | 24                                                                 |
| Релативна влажност, %                                              | 85                                                                 | 79                                                                 | 71                                                                 | 67                                                                 | 66                                                                 | 69                                                                 | 68                                                                 | 68                                                                 | 72                                                                 | 76                                                                 | 82                                                                 | 86                                                                 | 74                                                                 |
| Сунчани сати — месечни просек                                      | 64,8                                                               | 99,0                                                               | 156,4                                                              | 190,1                                                              | 250,8                                                              | 269,4                                                              | 303,6                                                              | 285,8                                                              | 205,7                                                              | 158,9                                                              | 92,4                                                               | 58,4                                                               | 2.135,3                                                            |
| Извор #1: Републички хидрометеоролошки завод Србије                |                                                                    |                                                                    |                                                                    |                                                                    |                                                                    |                                                                    |                                                                    |                                                                    |                                                                    |                                                                    |                                                                    |                                                                    |                                                                    |
| Извор #2: Meteo Climat (макс. и мин. екстреми)                     |                                                                    |                                                                    |                                                                    |                                                                    |                                                                    |                                                                    |                                                                    |                                                                    |                                                                    |                                                                    |                                                                    |                                                                    |                                                                    |

## Историја

### Старија насеља на подручју Новог Сада
Уколико се изузме Петроварадинска тврђава са околином, где су нађени трагови из скоро свих епоха, од праисторије, преко времена доминације Рима и потом средњег века, са Бачке стране има више локација раштрканих налазишта која показују да су овде стално оснивана нова насеља. Тако је на Клиси откривено насеље земуница из бронзаног и гвозденог доба, а на месту Темеринске петље, када су ту извођени радови 1981. године, нађени су остаци из разних временских периода, од палеолита до данас, констатовано је постојање некрополе старчевачке културе и нађени су трагови великог средњовековног села.
И на другим локацијама је било трагова из периода пре нове ере, па је тако на пример у улици Јанка Чмелика 36 пронађена мања праисторијска остава у којој су пронађени фалсификовани новчићи са ликом Александра Македонског, а претпоставља се да су фалсификатори били Келти. Такође, на месту данашње нове зграде Библиотеке Матице српске током радова 1991. године, пронађено је гробље из бронзаног доба, део словенског насеља и хришћанско гробље. Међутим, овај период није богат писаним документима и тешко је утврдити да ли је било и неког већег насеља или само мањих насеобина од по неколико кућа.
Са локалитета Клиса—Барутана потичу налази који се везују за бакарно доба — енеолит (3000—2000. година пре нове ере), када долази до прекида са неолитском традицијом и појавом нових култура, чији су носиоци степски номади, односно говорници индоевропских језика који се досељавају са истока Европе. На налазиштима на Детелинари заступљени су трагови латенског периода, који се везује за експанзију Келта. У 1. веку нове ере, на подручје Бачке досељава се сарматско племе Јазиги, а налази римског новца на подручју Новог Сада сведоче о трговачким везама Јазига и Римљана. На подручју данашњег Новог Сада археолози су пронашли трагове четири сарматска насеља: на Клиси, Сајлову, Салајци и Југовићеву.
Први историјски документ који говори о постојању насеља на подручју Новог Сада је повеља угарског краља Беле IV из 1237. године у којој дарује новој цистерциској опатији у Белакуту (средњовековно утврђење на локацији данашње Петроварадинске тврђаве) имања и села на бачкој страни. У повељи се помињу места Петурварад (названо још и стари Петроварадин, Вашарош—Варад и Варадинци), два Зајола (Горњи и Доњи, познати и као Сајол, Исаилово и коначно, што је и данашње име, као Сајлово) и Бакша (познато и као Бакшић, Бачић, Бакшафалва).
Археолози су доказали да је Петурварад (Вашарош—Варад) био смештен код старе Барутане на Темеринском путу, односно код Темеринске петље, а ово је било и најзначајније средњовековно насеље на подручју данашњег Новог Сада, на бачкој обали Дунава. Насеље је било повезано скелским превозом преко Дунава са тврђавом и манастиром на сремској обали. Ово је било велико насеље словенског живља које датира из периода сеобе народа (5—6. век).
На Сајлову и другим локацијама где се претпоставља да су била насеља Зајол налажени су током година трагови људи из средњег века, као и гробља старија од 10. века, тако да је скоро сигурно да су ова насеља постојала, али се претпоставља да су се премештала током векова. Наиме, у та времена су доста чести били проласци пљачкашких хорди па су становници бежали и кад би се вратили поново би зидали насеље, често и даље од првобитног станишта.
За насеље Бакша (Бакшић) има више теорија где се налазило, али последња ископавања, нарочито из Католичке порте и других локација у центру Новог Сада (попут Његошеве 10 где је 2002. године пронађен део средњовековног насеља са стамбеним објектима), све више говоре да је било смештено не северно од улице Алексе Шантића у правцу Телепа, него ближе центру.
На подручју града постојало је и средњовековно насеље Сент Мартон (или Ке Сент Мартон) и налазило се западно од Бакше уз скоро саму обалу Дунава, у правцу Футога. Постојање овог насеља је потврђено откривањем скелета са ратном опремом 1961. године у улици Ватрослава Јагића 21 на Телепу. У средњем веку су такође постојала и насеља Биваљош (које се, према претпоставци, налазило на подручју данашње Слане баре) и Бистрица (чији положај се не може са сигурношћу утврдити).
Већина ових насеља је више пута уништавана и поново оснивана, најпре због похода Монгола у 13. веку, а потом и каснијих ратова Угарске и Турске. Мада је становништво бежало пред ратним страдањима, оно се и враћало, тако да и турски списи о наплати пореза говоре о више десетина кућа у Сајлову, Бакшићу, Варадинцима, Биваљошу и другим околним насељима. По пореском списку из 1522. године, међу становницима ових насеља срећу се како мађарска тако и словенска имена (Божо, Радован, Радоња итд.), да би по турским подацима из 1590. године на овом подручју било забележено 105 кућа које плаћају порез — и то искључиво српских. Пошто се зна да је било и Срба који нису плаћали порез (уколико су рецимо били у турској служби), онда је број становника ових насеља сигурно био већи.
Мада није до краја потврђено, претпоставка је да ће потомци становника ових насеља, углавном Срби, чинити неке од првих становника Рацке вароши (Рацког града, Рацког села, Рацког шанца, Петроварадинског шанца), из које ће се касније развити и Нови Сад. Документи из периода оснивања Рацке вароши, конкретно карте, говоре и да је на месту садашњег укрштања Булевара Цара Лазара и Кеја Жртава Рације било и насеље Croaten Stadt, односно како се претпоставља рибарско село насељено Хрватима. Постоје претпоставке да је било и других насеља, али за сада нема чврстих археолошких доказа који иду томе у прилог.
За насеље Бистрица (Bistritz), настањено словенским живљем, које се помиње на више карата, углавном из 16. и 17. века, прекопута Петроварадинске тврђаве (између осталих, и на карти чувеног фламанског картографа Меркатора (1512—1594), који је картографију поставио на строго научне основе), археолози до сада нису налазили материјалне доказе постојања. Недавно су на подручју данашњег Новог Насеља — Бистрице нађени остаци средњовековног села, с тим да их археолози не поистовећују са старом Бистрицом.
Најважнији археолошки локалитети који су мање или више испитани у Новом Саду, не рачунајући Петроварадинску тврђаву, налазе се на потезу Слана бара, Клиса (на месту Барутана), Сајлово—Југовићево и Ченеј, као и у улицама Матице српске 3, Милеве Марић, Ватрослава Јагића 21, Јанка Чмелика, Позоришни трг 8, Лазе Телечког 6 и 8, Николе Пашића 16, 18 и 19, Трг слободе 5, Његошева 10, Цара Душана и Трг Марије Трандафил 5. Ту су проналажене ископине из праисторије, антике, средњег века и новог века.

### Оснивање и развој
Сматра се да је насеље на левој обали Дунава из кога ће се развити данашњи Нови Сад основано после изгона Турака из ових крајева 1694. године — а вероватно и коју годину раније јер је сасвим сигурно да је већ 1692. године, када је почела изградња Петроварадинске тврђаве, на левој обали Дунава могло бити колиба занатлија који су пратили градитеље и аустријску војску.
Ово насеље је првобитно било познато под именима: Рацка варош (Raitzenstadt, Ratzen Stadt, односно Српски град) и Петроварадински Шанац, а касније је (1748. године) добило име Нови Сад. Првобитни становници насеља били су огромном већином Срби, али и Немци, Јевреји, Мађари, Јермени, Бугари, Цинцари и Грци, o чијем присуству говоре многи архитектонски и културни споменици. Од 1702. године, насеље је у саставу хабзбуршке војне границе, а 1708. године постаје седиште бачког владике и главно место бачког дела подунавске војне границе. После новог Аустријско—турског рата и успостављања нових државних граница 1718. године, Рацка варош није више погранично место, него се развија у трговачко насеље у којем се размењују плодови Сремско—фрушкогорског виногорја и житородне Бачке равнице.
Године 1718., готово комплетно становништво села Алмаш (налазило се између Темерина и Србобрана) пресељава се у Рацку варош (у данашњи Алмашки крај), чиме се становништво вароши нагло умножило. По подацима из 1720. године Рацка варош је имала 112 српских домова, као и 14 немачких и 5 мађарских. Рацка варош у то време постаје „Коморска варош”, са зачецима урбаних одлика, а будући да се налазио у саставу војне границе, град је по становништву био подељен на војни и цивилни део.
Године 1748. богати грађани Рацке вароши (неколико Срба и два Немца) одлазе у Беч, где за 80.000 рајнских форинти купују од царице Марије Терезије статус слободног краљевског града. Поставши слободан краљевски град, Нови Сад добија и данашње име. Царица тим поводом, 1. фебруара (који је од 1996. године и службени Дан Града) 1748. издаје едикт који каже:
{{цитат|Ми, Марија Терезија, Божјом милошћу царица римска а краљица Угарске, Чешке, Далмације, Хрватске, Славоније, Раме, Србије, Галиције, Лодомерије итд. итд. дајемо гласом овога писмена на знање свакоме, кога се тиче [...] да тај толико пута спомињани наш Петроварадински камерални град, који лежи на другој страни Дунава у Бачкој жупанији на земљишту Сајлово, силом наше краљевске моћи и угледа из раније наведених разлога [...] учинимо својим слободним краљевским градом и да га уврстимо, примимо и упишемо у број, круг и ред осталих наших слободних краљевских градова наше краљевине Угарске тако и наших наследних земаља, укидајући му досадашње име Петроварадински Шанац, нађосмо за добро да се убудуће зове и да му наслов буде Неопланта, мађарски Uj-Videgh, немачки пак -{Ney-Satz}.
Још пре успостављања првог магистрата новог слободног краљевског града, иселили су се из њега граничари. Августа 1746. године, када се приступило развојачењу граница у Бачкој, око 150 граничарских породица изјавило је да остаје у Шанцу, док се око 200 породица изјаснило за војни статус па према томе и за сеобу. У току 1747. године, ове су породице пресељене у Срем, а командант Секула Витковић — пошто је своју кућу и башту продао граду — одселио се 1748. у Старе Бановце.
Због статуса слободног краљевског града, Нови Сад доживљава нагли привредни развој и напредак, тако да шездесетих година 18. века има око 8.000 становника — претежно занатлија и трговаца, али и ратара и повртара. По узору на слободне градове тога времена, Новим Садом управља магистрат — на челу са судијом и дванаест сенатора. Србима је обезбеђена половина од укупног броја чланова магистрата, а судија, градски капетан и други се бирају наизменично из српске и других народности. 1780. године, Нови Сад има око 2.000 домова, од којих 1.144 српска. 1771. и 1838. године град је страдао од поплава.
У првој половини 19. века, Нови Сад је био највећи српски град. (Око 1820. године град је имао око 20.000 становника, од којих су око две трећине били Срби, а данашњи највећи српски град, Београд, није достигао приближан број становника пре 1853. године.) Још 1817. године, Вук Караџић говори за Нови Сад да је „данас највеће општество српско на свијету”, док Шафарик 1813. године говори да је „овде гнездо Српства”. У то доба Нови Сад је био центар политичког, културног и друштвеног живота целокупног српског народа. У Новом Саду су у то време стално боравили или се дуже задржавали Светозар Милетић, Полит—Десанчић, Јован Јовановић Змај, Лаза Костић, Ђорђе Натошевић, Илија Вучетић, Стефан Брановачки, С. Павловић, Теодор Мандић, Л. Станојевић, А. Хаџић, Коста Трифковић, Арса Пајевић, као и многи виђенији емигранти из Србије. Све ово били су разлози да Нови Сад буде прозван „Српском Атином”.
- Нови Сад (Рацка варош) и Петроварадин 1698. године
- Мапа Новог Сада из 1745. године
- Панорама Новог Сада са понтонским мостом, почетком 19. века
- Мапа Новог Сада из 1805. године
- Поглед на Нови Сад са Лиманом (19. век)
- Нови Сад и Петроварадинска тврђава у првој половини 19. века
- Новосадска обала и Петроварадинска тврђава после 1830. године

### Револуција 1848. и 1849. године
У почетку националних превирања 1848. године, Нови Сад има значајну улогу. У њему је 26. марта на заједничком скупу „општества српског” донета петиција од 16 тачака, услов за самоуправне слободе Срба у Угарској. У граду је смењен дотадашњи магистрат и изабран нови, састављен искључиво од Срба, а одавде ће потећи и иницијатива за одржавање Мајске скупштине у Сремским Карловцима (13—15. мај 1848), на којој је проглашена аутономна Српска Војводина, у чијем ће саставу бити и Нови Сад.
Пре проглашења Српске Војводине у Сремским Карловцима, новосадски Срби изабрали су на збору у Новом Саду депутацију, која је 8. априла отишла у Пожун, да се споразуме са Лајошем Кошутом о односима између нове револуционарне мађарске владе и војвођанских Срба. Споразум није постигнут и тиме је на територији данашње Војводине отпочео крвави рат између Срба и Мађара. У рату је нарочито страдао Нови Сад, који је мађарска војска разорила, бомбардовањем са Петроварадинске тврђаве, а град је изгубио већину свог становништва. Од преко 2.800 зграда и кућа остало је једва 800, а становништво се разбежало на све стране. После гушења мађарског устанка, у град се поново враћа део становништва, али ће попис из 1850. године у граду избројати само 7.102 становника, што није ни половина броја од 20.000 колико је Нови Сад имао становника пре револуције. Требаће двадесет година да се број становника обнови, тако да је тек пописом из 1870. године забележено да Нови Сад има 19.000 становника, што је број приближан некадашњем. Колико је град био уништен у револуцији говоре и подаци о идејама аустријских званичника да се изгради нови град, неколико километара узводно.

### Нови Сад до Првог светског рата
Између 1849. и 1860. године, Нови Сад се налазио у оквиру Војводства Србије и Тамишког Баната, засебне хабзбуршке покрајине чије је административно седиште био Темишвар. После укидања ове покрајине, Нови Сад је део Бачко—бодрошке жупаније у оквиру хабзбуршке Угарске. Административно седиште ове жупаније био је град Сомбор.
У политичкој и културној сфери, Нови Сад је задржао своју стару улогу и знатно је предњачио, не само испред војвођанских, већ и испред других српских и југословенских градова. 1863. године у Новом Саду је излазило 9 српских листова, док су у Београду тада излазила 4, а у Загребу 6 листова. Матица српска се преселила из Будимпеште у Нови Сад 1864. године, а нешто раније (1861. године) у граду је основано и Српско народно позориште. 1865. године поново се формира Српска гимназија са вишим разредима. У граду се истицала и група људи која ће деценијама водити војвођанске Србе у широку борбу за своја национална и демократска права. Носилац те интензивне политичке и културне акције је Светозар Милетић, а следе га Јован Јовановић Змај, Јован Ђорђевић, Лаза Костић и други.
Иако је и даље био политички и културни центар војвођанских Срба, до краја 19. века етнички састав новосадског становништва знатно се изменио, а већ осамдесетих година овог века вођство у градској управи прелази у руке Мађара и од тада су за саборске посланике бирани искључиво њихови представници. Од оснивања Новог Сада 1694. године, најбројнија етничка група у граду били су Срби, док бројнијег мађарског становништва овде нема све до половине 19. века. После 1867. године, Нови Сад се налази под управом угарског дела Аустроугарске монархије. Током овог периода, политика мађаризације, коју је спроводила угарска влада, утицала је на промену демографске структуре града, односно, од претежно српског Нови Сад је добио етнички мешовит карактер. По попису из 1880. године, 41,2 % становника града је говорило српским, а 25,9 % мађарским језиком. До 1910. године, процентуално учешће говорника српског језика пало је на 34,52 %, док се процентуално учешће говорника мађарског језика попело на 39,72 %.
Ове пописне податке ипак треба узети са резервом, јер се не може са сигурношћу рећи да ли су Мађари или Срби били најбројнији народ у граду 1910. године, с обзиром да многи историчари оспоравају тачност резултата пописа из 1910. године будући да овај попис није бележио етничку припадност грађана, нити је бележио искључиво матерњи језик, већ је такође бележио „најчешће говорен језик”. Могуће је да резултати пописа преувеличавају број говорника мађарског језика, с обзиром да је ово био званични језик у то време и многи грађани којима мађарски није био матерњи су изјавили да га најчешће користе у свакодневној комуникацији. У говорнике мађарског језика урачунато је и 2.326 Јевреја, који су се декларисали да се служе мађарским језиком (по попису из 1910. године, укупан број говорника мађарског језика у Новом Саду, укључујући и поменуте Јевреје, био је 13.343, док је број говорника српског језика био 11.594). Још један пропуст пописа из 1910. године био је тај што у попису нису бележени само стални становници града, већ такође и привремени становници, који нису живели у граду већ су овде били стационирани по дужности војне или цивилне службе.
Мађарско становништво је у ово доба имало градску управу у својим рукама и мада се мађарски тада морао говорити у Градској кући и јавним здањима, српски језик је преовлађивао у трговинама, на пијаци и по улицама, јер поред Срба мештана и свакодневна српска потрошачка публика из околине давала је српско обележје Новом Саду. На данашњем општинском подручју Града Новог Сада, укључујући Нови Сад и околна насеља са бачке и сремске обале Дунава, било је 1910. године 74.854 становника, од чега је 29.611 (39,55 %) говорило српски језик, 18.379 (24,55 %) говорило мађарски језик, 14.026 (18,73 %) говорило немачки језик, 6.899 (9,21 %) говорило словачки језик и 4.945 (6,6 %) говорило хрватски језик.> Ова релативна већина Срба на данашњем општинском подручју Града Новог Сада била је невидљива на званично исказаним резултатима пописа из 1910. године, јер су тадашње административне границе општина биле уређене на другачији начин, тако да је у самом граду попис као главни језик исказао мађарски, а у општинском подручју Новог Сада на бачкој обали Дунава (тада административно одвојеном од урбаног дела града) главни језик исказан на попису био је словачки.
Привредни развој града у другој половини 19. века омеђен је карактеристикама тадашње Аустроугарске монархије, која је у индустријској експанзији помало заостајала за државама западне Европе. Осамдесетих година 19. века Нови Сад је имао само свилару, а нешто касније саграђена је кланица, затим плинара, а 1910. године и електрична централа. Изградњом магистралне железничке пруге, 1883. године, која га је повезивала са Будимпештом, Нови Сад добија на значају, али је индустрија у граду и даље занемарива.

### Између два светска рата
Аустроугарска монархија се крајем октобра 1918. године распала, а 3. новембра и капитулирала. Предратни српски политичари и родољуби почели су да се окупљају и да организовано делују у Новом Саду већ почетком јесени 1918. године; међу њима је покренуто питање организовања одбора који би по слому Аустроугарске преузео власт у граду из руку мађарске управе. Први такав неформални одбор створен је на иницијативу Јаше Томића, предратног вође Српске народне радикалне странке. Радикали око Јаше Томића састали су се 27. октобра у Суботици са виђенијим људима и договорили се да се створи „средишња управа наших покрајина” (Баната, Бачке и Барање), што је и учињено по њиховом повратку. Образован је привремени Српски народни одбор, са задатком да у интеррегнуму преузме прерогативе власти и обезбеди ред до успостављања редовног поретка.
Дана 2. новембра чланови Српског народног одбора су се договорили да се организује народна стража, а истог дана на улицама се појавило обновљено социјалдемократско гласило Слобода, које је најавило национално ослобођење српског народа у Војводини (претходно је издавање свих српских листова било обустављено у лето 1914. године). У Нови Сад је возом из горње Угарске стигло око 1.500 српских заробљеника и интернираца, а један од повратника из ропства — потпоручник српске војске Бошко Павловић — на сопствену иницијативу организовао је приспеле војнике и заједно са њима ставио се на располагање Српском народном одбору.
Одбор је разаслао општинама у Банату, Бачкој и Барањи „пожурнице”, у којима је апеловао да се оснивају народни одбори, који се имају покоравати једино његовим наредбама и упутствима. Српском народном одбору стизала су обавештења о нередима које су изазивали распуштени аустроугарски војници. У одбору је решено да се „крилатице” на новосадском аеродрому искористе за извиђање кретања непријатељских трупа и да се упути позив Дунавској дивизији српске војске — која је ушла у Срем — да што хитније упути своје јединице и у Бачку. Српски народни одбор упутио је ултиматум команданту немачких трупа да 8. новембра, најкасније до шест часова ујутру, његови војници напусте град. По изласку и последњег непријатељског војника, Бошко Павловић је наредио да српске страже заузму све важне пунктове у граду, а у ноћи између 8. и 9. новембра мандатори Српског народног одбора су и званично преузели власт у Новом Саду од мађарског Магистрата. На седници је, пола сата пре поноћи, власт прешла у српске руке, тако да су новосадски Срби фактички сами себе ослободили дан пре уласка српске војске у Нови Сад 9. новембра. Када је јављено да српска војска долази у Нови Сад, у сусрет јој је пошло у току преподнева око 400 коњаника — који су били у народним оделима, а носили су српски барјак. На мосту је српске војнике у име Новосађана први поздравио угледни грађанин Сава Стојковић, члан Управног одбора Матице српске. Он је окићену српску заставу предао мајору Војиславу Бугарском, као команданту јединице српске војске која је имала част да ослободи Нови Сад. Потом је, уз присуство мноштва грађана, на главном градском тргу приређен дочек српској војсци, а добродошлицу им је са балкона Матице српске зажелео Јаша Томић.
После спроведених избора по свим војвођанским местима (од 18. до 24. новембра), у Новом Саду се 25. новембра 1918. године састала Велика народна скупштина Срба, Буњеваца и осталих Словена Баната, Бачке и Барање, која званично проглашава отцепљење ових региона од Угарске и њихово присаједињење Србији, а на истој скупштини формира се и покрајинска влада (Народна управа) Баната, Бачке и Барање са седиштем у Новом Саду. Затим је једна делегација предвођена Јашом Томићем и Блашком Рајићем отпутовала у Београд, где су највиши политички и војни фактори Краљевине Србије примили одлуку Велике народне скупштине о присаједињењу Србији „с пуним задовољством и одобрењем”. Власти у Београду, међутим, никад нису званично признале новоформиране покрајинске органе власти, који су наставили да функционишу до 12. марта 1919. године, када је одржана последња седница Народне управе.
Дана 1. децембра 1918. године, проглашено је Краљевство Срба, Хрвата и Словенаца, а Нови Сад улази у ту нову државу као саставни део Краљевине Србије. Иако је до 1918. године имао улогу културног и политичког центра Срба, Нови Сад до тада није био административни центар неке значајније управне територије или покрајине, што се уласком у нову државу мења: од 1918. до 1922. године, Нови Сад је административни центар покрајине Банат, Бачка и Барања, а такође (1921—1922. године) и административни центар Бачко—барањске жупаније, која је обухватала Бачку и Барању, затим је (од 1922. до 1929. године) административни центар Бачке области, која је обухватала западне делове Бачке и Барању, да би 1929. године постао административни центар Дунавске бановине, једне од покрајина Краљевине Југославије.
По попису из 1921. године, Нови Сад је имао 39.122 становника, од којих је 16.293 говорило српски, 12.991 мађарски, 6.373 немачки и 1.117 словачки. Јачање индустрије увећавало је и становништво града. До пописа из 1931. године број становника града нарастао је на 63.985, делимично и због тога што је Нови Сад у том периоду административно уједињен са Петроварадином, па се подаци са пописа из 1931. године односе на оба насеља (Петроварадин је тада имао око 5.000 становника). За разлику од пописа из 1921. године, на којем су говорници српског језика у Новом Саду чинили релативну већину од 41,1 %, попис из 1931. године бележи апсолутну већину од 50,4 % говорника српског или хрватског језика у уједињеном граду (у Петроварадину су тада већинско становништво били Хрвати).
У нову југословенску државу Нови Сад уноси културно благо и институције, као што је Матица српска са летописом, Српско народно позориште, затим изузетно значајна библиотека и сликарске галерије... Привреда Новог Сада у тадашњој аграрној земљи је веома истакнута, а комунално уређење без премца у Југославији. У њему се налази знатан број стручне и техничке интелигенције, друштвени живот са развијеним културним и економским захтевима, веома развијене радне навике, дисциплина рада и стручно знање. Као административни центар Дунавске бановине, Нови Сад добија многе монументалне грађевине, као што су „Бановина” (садашња зграда покрајинске владе и скупштине), Танурџићева палата, Раднички дом и друге. Нови Соколски дом је освећен 1. децембра 1936.

### Други светски рат
Иако је 12. децембра 1940. године потписала Уговор о сталном миру и вечитом пријатељству са Краљевином Југославијом, Хортијева Мађарска се није одрекла претензија на северне делове југословенске територије. После обарања Тројног пакта у Југославији крајем марта 1941. године, у војним и политичким круговима Хортијеве Мађарске дилеме око напада на Југославију није било. Једини услов који је требало испунити било је тражење формалног разлога који би оправдао такав корак. Догађаји који су уследили после уласка немачких трупа у Југославију уклонили су и ту препреку. Формирање Независне Државе Хрватске 10. априла 1941. године, протумачено је као престанак постојања Југославије, што је ослобађало обавезе из Уговора о пријатељству, те је Мађарска влада на седници од 10. априла 1941. године одобрила заповест регента Миклоша Хортија о ратним операцијама у „јужним крајевима”. Два дана касније, мађарске фашистичке трупе су прешле мађарско—југословенску границу и за непуна четири дана, без борбе, заузеле Бачку, Барању, Међумурје и Прекомурје. У окупацији ових територија је учествовало око 80.000 мађарских војника и официра.
У ноћи између 11. и 12. априла у ваздух су одлетели новосадски мостови на Дунаву, Мост краљевића Томислава и Железнички мост, а порушила их је Југословенска војска приликом повлачења из Бачке. У граду су се појавили наоружани „немзетери” и „фолксдојчери” да контролишу улице и насеља. У периоду од 11. априла па до окупације града локални Немци су преузели све установе у граду и градски аеродром и три дана обављали сву власт. 13. априла у град улазе мађарске окупационе трупе, а део локалног мађарског и немачког становништва их дочекује са заставама, цвећем и музиком. Улазак окупатора пропраћен је појединачним убиствима и организованим нападом на ненаоружано становништво Салајке, дела града претежно настањеног Србима. Током 14. и 15. априла убијено је око 300 новосадских Срба, а до краја априла још око 200. Део немачког становништва је од првог дана окупације незадовољан, јер су локални Немци на овом подручју хтели да оснују своју подунавску државу. У једном немачком листу мађарску војску називају окупаторском, док у једном радиограму немачки локални лидери пишу: „Шта траже Мађари овде? Радије доживотно под Хотентотима, но и један дан дозволити да се на нама распну благодети идеје круне Светог Стефана.” Хитлер је, међутим, имао другачије планове за комадање Југославије.
Власт у граду преузима војна управа, која је имала за циљ да створи „основне услове” за поновно укључивање окупираних територија у оквире „Велике Мађарске”. Планом денационализације је било предвиђено протеривање готово свег становништва српског порекла из Бачке, а на њихово место досељавање становништва мађарске националности. Међутим, пошто између мађарских и немачких власти није постигнут споразум о протеривању, ова акција је делимично обустављена. Листови на српском језику су забрањени, рад Матице српске је суспендован, док су имања Епархије бачке стављена под секвестар. Српска гимназија у Новом Саду ради, али се национална историја избацује из наставног програма, док су матуранти морали полагати испит из мађарског језика и мађарске националне историје.
Крајем августа и почетком септембра 1941, укинута је војна управа а уместо ње формирана цивилна, чијим је увођењем створена Бачко—бодрошка жупанија са седиштем у Сомбору; у оквиру ове жупаније налазио се и Нови Сад, којем је повраћен статус слободног краљевског града. Нови Сад се тако од некадашњег административног центра Дунавске бановине претворио у погранични град на граници Хортијеве Мађарске и Павелићеве Независне Државе Хрватске. Петроварадин, који је до 1941. године био сједињен са Новим Садом нашао се сада са хрватске стране ове наметнуте границе. На седници мађарског парламента од 16. децембра 1941. године усвојен је „Закон о поновном прикључењу освојених јужних територија мађарској круни и уједињењу са осталим земљама Мађарске”, којим је насилно присвојено суверено право над окупираним југословенским крајевима. Према попису становништва, који су мађарске окупационе власти извршиле крајем 1941. године, а за који су неки историчари рекли да је тенденциозан и да није за јавну употребу, Нови Сад је имао 61.731 становника, од којих је 31.685 (51,3 %) говорило мађарски, а 17.039 (27,6 %) српски, што представља знатно повећање броја говорника мађарског и смањење броја говорника српског у односу на ранији попис из 1931. године (по попису из 1931. године у Новом Саду је било 32.227 или 50,4 % говорника српског (и хрватског) и 17.354 или 27,1 % говорника мађарског).
Током четворогодишње окупације (од 1941. до 1944. године), окупатори су починили бројне злочине (хапшења, убијања, паљења, стрељања, малтретирања) над српским и јеврејским становништвом града, а један од познатијих масовних злочина је Новосадска рација спроведена јануара 1942. године, у којој је убијено и под дунавски лед бачено 1.246 Новосађана, по националности 809 Јевреја, 375 Срба, 18 Мађара, 15 Руса и 2 Русина, а по полној и старосној структури 489 мушкараца, 415 жена, 177 старих особа и 165 деце. Један од последњих злочина окупатора у Новом Саду било је и масовно одвођење Јевреја, читавих породица, од деце до стараца, у злогласне немачке логоре смрти 1944. године. Током целог рата, фашисти су укупно убили око 5.000 Новосађана. У току 1944. Нови Сад је бомбардован од стране савезничких авиона, који су за циљ имали стратешке објекте: железнички мост који су Немци подигли на месту порушеног, нека слагалишта материјала, као и извесне установе локалних Немаца, али су том приликом страдале и многе стамбене зграде, нарочито у близини моста.
У Новом Саду је, током целог рата, деловао покрет отпора и Народноослободилачки покрет под вођством Комунистичке партије Југославије. У граду се налазило седиште Окружног комитета КПЈ, који је у оквиру Народноослободилачког покрета био део Покрајинског комитета КПЈ за Војводину. Значајну помоћ у свим облицима рада активистима НОП—а представљао је директивни и пропагандни материјал, који је упркос бројним тешкоћама везаним за одржавање веза, стизао у Бачку од виших партијских и скојевских руководстава. Посебно значајну улогу у том погледу представљали су формирање и рад Агитпроп групе и покрајинске технике у Новом Саду. У периоду свог постојања, од краја јуна до октобра 1941. године, ова група и техника издали су или умножили мноштво материјала који је доспевао у све делове Бачке захваљујући добро организованој мрежи за ’растурање’. И поред постигнутих резултата, рад на војном плану био је веома отежан, а тиме и мање успешан од неких других видова активности КПЈ. У Народноослободилачкој борби, у партизанским одредима и војвођанским бригадама, непосредно је учествовало 2.365 Новосађана, припадника свих националности.
За заслуге својих грађана у току антифашистичке борбе, као и допринос становника Војводине у Народноослободилачком рату, председник СФРЈ Јосип Броз Тито је поводом тридесете годишњице победе над фашизмом, 7. маја 1975. године град Нови Сад одликовао Орденом народног хероја, чиме је Нови Сад, уз још седам градова у Југославији, стекао почасно звање града хероја.

### После 1944. године
Дана 22. октобра 1944. године, угрожен надирањем Црвене армије и Народноослободилачке војске, окупатор је напустио Нови Сад, а 23. октобра град су ослободиле партизанске јединице из Срема и Бачке, чиме се Нови Сад поново нашао у оквиру (обновљене) Југославије. Од 1945. године Нови Сад је главни град Аутономне Покрајине Војводине.
У Новом Саду је 6. априла 1945. године одржано историјско заседање Главног народноослободилачког одбора Војводине (ГНООВ) на коме је донета одлука: "Да Војводина има да буде у саставу федералне јединице Србије. Да Војводина у саставу федералне Србије има пуну аутономију као аутономна покрајина".
На заседању у Новом Саду 30. и 31. јула 1945. године, Скупштина изасланика народа Војводине је потврдила одлуку да се Војводина прикључи федералној Србији, што је на Трећем заседању АВНОЈ—а од 10. августа 1945. године једногласно прихваћено, а 1. септембра 1945. године Председништво Народне скупштине Србије донело је Закон о установљењу и устројству Аутономне Покрајине Војводине.
По попису из 1948. године, у Новом Саду је највише Срба (50,9 %), затим Мађара (16,8 %), Хрвата (12,1 %), итд. После 1948. године, већина од малобројних преживелих Јевреја сели се у новоосновану државу Израел, а Немци одлазе — делом добровољно, а делом под присилом — у Аустрију, Немачку и Јужну Америку (углавном Бразил и Аргентину). Црвена армија Совјетског Савеза, пак, крајем 1944. и током 1945, интернира неке од белих руских избеглица и одводи их натраг у СССР; но, град и даље остаје национално шаролик, а у њега се досељава велик број људи из разних крајева СФРЈ. Дочекавши слободу са 44.000 становника, град се релативно брзо увећавао, тако да шездесетих година има већ преко 100.000 становника. У периоду после Другог светског рата Нови Сад постаје не само главни већ и највећи град Војводине, а све до тада највећи војвођански град била је Суботица.
Одмах по ослобођењу, Нови Сад приступа обнови и развијању индустрије. У већ постојећим индустријским гранама град вишеструко повећава производњу, као што оснива и нове. Године 1954. индустрија у граду запошљава око 10.000 радника, да би тај број 1984. године износио око 75.000. Током многобројних урбанизацијских резова у доба социјализма, град губи неке од својих препознатљивих грађевина, као што су Јерменска црква или део Јеврејске улице, а граде се велики булевари и стамбени блокови. Поред старих средњих школа, и нових, које су се у току времена специјализовале и знатно повећале број ђака, Нови Сад добија и више школе. Прво је то Виша педагошка школа (основана 1946. године), а затим Филозофски и Пољопривредни факултет (1954), да би 1960. године најзад био основан и цео самосталан Универзитет, у чијем је саставу девет факултета и још неколико виших школа. 1980. године почиње да делује и новооснована Војвођанска академија наука и уметности.
Године 1965 Нови Сад је задесила катастрофална поплава, када је Дунав достигао рекордних 778 cm, после чега је извршена детаљна реконструкција новосадског Кеја. Круне насипа подигнуте су за око 1,2 метра изнад забележеног водостаја, свуда сем на каналу и Кеју.
Дана 6. октобра 1988. године, у Новом Саду су организоване демонстрације, под чијим је притиском срушена тадашња војвођанска влада. По просутом јогурту који је дељен демонстрантима, а ови га бацали на неке функционере Војводине, овај догађај је остао познат као „Јогурт револуција”. Циљ ових демонстрација било је рушење тадашњег аутономног статуса Војводине, који је покрајина имала по уставу из 1974. године. Нови устав Србије из 1990. године укида државност и федерални статус Војводине и претвара покрајину у територију са ограниченим степеном аутономије.
После распада Социјалистичке Федеративне Републике Југославије: одвајања Словеније, Хрватске, Босне и Херцеговине и Македоније и формирања нове Савезне Републике Југославије 1992. године, Нови Сад изненада постаје други по величини град у трећој Југославији, што му даје додатни замајац у развоју, иако је то доба било веома кризно и турбулентно. (По подацима из 1991. године, највећи град потоње Савезне Републике Југославије био је Београд са 1.137.000 становника (уже подручје града), затим Нови Сад са 179.000 становника (без Петроварадина и Сремске Каменице), а остали већи градови били су Ниш са 176.000, Крагујевац са 147.000, Подгорица са 118.000, Приштина са 108.000 и Суботица са 100.000 становника).
Последњу деценију 20. века у Новом Саду обележили су и многи протести опозиционих странака као и протести студената. Најдужи и најмасовнији протести студената новосадских универзитета догодили су се у периоду децембар 1996 — март 1997. Од краја 1998. до краја 2000. године у Новом Саду деловао је Народни покрет Отпор.

### НАТО бомбардовање
Нови Сад је знатно оштећен у НАТО бомбардовању 1999. године; сва три моста на Дунаву су порушена, оштећене су комуникације, као и водоводни и електрични системи. Рафинерија нафте је готово свакодневно бомбардована, што је изазвало знатну еколошку штету и загађење животне средине. Уништени су и објекти Телевизије Нови Сад на Мишелуку, а оштећени су и стамбени, индустријски и други објекти у појединим деловима града: у Индустријским зонама, на Видовданском насељу, Детелинари (основна школа и стамбене зграде), Старом Граду (зграда „Бановине”), Рибњаку, Сремској Каменици и Шангају.

### Скорашња историја
После промене власти у Београду 5. октобра 2000. године и отварања државе према свету, створили су се услови за даљи развој града. Поред обнове порушених мостова и економије уништене дугогодишњим санкцијама, у Новом Саду се нарочито интензивирала изградња стамбених, пословних и других објеката, тако да је по неким тврдњама Нови Сад постао највеће градилиште у земљи, а поред избеглица и расељених лица — која су се овде доселила током ратних година — град је постао стециште и нових економских миграната, као једно од два најразвијенија економска средишта у Србији (2009. године, у Београду и Новом Саду живело је 31 % од укупног становништва Србије и 40 % запослених, који су стварали две трећине укупног и 50 % индустријског дохотка). По попису из 2002. године, општинско подручје Града Новог Сада имало је 299.294 становника, да би 2008. године овај број био процењен на 335.381, а поред општина Рашке области и југа Србије, Град Нови Сад је једно од малобројних општинских подручја у Србији са позитивним природним прираштајем (в. чланак Реални број становника општина и градова Републике Србије 2008. године). О Новосадској рацији је написано неколико књига и организовано неколико јавних изложби у Новом Саду када су биле округле годишњице. Новинар Александар Вељић је 2007. године објавио књигу „Рација - заборављен геноцид” у коме се на 665 страница налазе не само исповести преживелих и родбине жртава већ и низ занимљивих и деценијама дуго скриваних информација од јавности. У фебруару 2015. године јавности је презентован играни филм "Аврамов пас", у коме се говори о страдању Јевреја у Новом Саду за време Новосадске рације.

## Становништво
Подручје Новог Сада је кроз историју било привлачно за насељавање због свог повољног географског положаја. Пораст становништва у граду бележи се кроз цео послератни период, при чему је у појединим раздобљима он био веома интензиван. На овај пораст је знатније утицао механички прилив него природни прираштај. Најинтензивнији демографски раст Нови Сад је остварио у периоду 1961—1971. године када је остварен пораст становништва за око 37 %. Највећи део досељеног становништва града потиче са подручја Војводине (56,2 %), а затим и са подручја Босне и Херцеговине (15,3 %) и централне Србије (11,7 %).
Према попису становништва из 2002. године, на општинском подручју Града Новог Сада живело је 299.294 становника (од тога 156.328 пунолетних лица), а просечна старост становништва износила је 39,8 година (38,3 код мушкараца и 41,2 код жена). На овом подручју има 72.513 домаћинстава, а просечан број чланова по домаћинству је 2,63. Уже градско језгро Новог Сада (без Петроварадина и Сремске Каменице) има 191.405 становника, док заједно са овим насељима, број становника у урбаном делу Новог Сада износи 216.583. Сам град, као и већина околних насеља, претежно су настањени Србима, са изузетком насеља Кисач у којем већину становништва чине Словаци. Према подацима са сајта ЈКП „Информатика” из 2022. године, административно подручје Града Новог Сада има 408.076 становника, док уже градско подручје — које укључује насељена места Нови Сад, Петроварадин и Сремску Каменицу — броји 320.588 становника.
Према попису из 2002. године, на општинском подручју Града Новог Сада забележене су следеће бројније етничке групе: Срби (75,50 %), Мађари (5,24 %), Југословени (3,17 %), Словаци (2,41 %), Хрвати (2,09 %), Црногорци (1,68 %) и остали. На ужем подручју Новог Сада (без Петроварадина и Сремске Каменице) било је 2002. године 73,91 % Срба, 6,03 % Мађара, 3,69 % Југословена, 2,23 % Црногораца, 1,84 % Хрвата, итд.
|             | \| Демографија[71] \| Демографија[71] \| Демографија[71] \| \| Година \| Становника \| Становника \| \| --------------- \| --------------- \| --------------- \| \| 1948. \| 69.431 \| \| \| 1953. \| 76.752 \| \| \| 1961. \| 102.469 \| \| \| 1971. \| 141.375 \| \| \| 1981. \| 170.020 \| \| \| 1991. \| 179.626 \| 177.266 \| \| 2002. \| 191.405 \| 195.110 \| \| 2011. \| 231.798 \| \| \| 2022. \| 260.438 \| \| |            |
| Демографија | |            |
| Година      | Становника | Становника |
| 1948.       | 69.431 |            |
| 1953.       | 76.752 |            |
| 1961.       | 102.469 |            |
| 1971.       | 141.375 |            |
| 1981.       | 170.020 |            |
| 1991.       | 179.626 | 177.266    |
| 2002.       | 191.405 | 195.110    |
| 2011.       | 231.798 |            |
| 2022.       | 260.438 |            |

| Етнички састав према попису из 2011.‍ | Етнички састав према попису из 2011.‍ | Етнички састав према попису из 2011.‍ | Етнички састав према попису из 2011.‍ | Етнички састав према попису из 2011.‍ |
| ------------------------------------ | ------------------------------------ | ------------------------------------ | ------------------------------------ | ------------------------------------ |
|                                      |                                      |                                      |                                      |                                      |
| Срби                                 | Срби                                 |                                      | 197.058                              | 78,68%                               |
| Мађари                               | Мађари                               |                                      | 9.735                                | 3,88%                                |
| Хрвати                               | Хрвати                               |                                      | 3.295                                | 1,31%                                |
| Роми                                 | Роми                                 |                                      | 3.172                                | 1,26%                                |
| Црногорци                            | Црногорци                            |                                      | 3.001                                | 1,19%                                |
| Југословени                          | Југословени                          |                                      | 1.878                                | 0,75%                                |
| Словаци                              | Словаци                              |                                      | 1.780                                | 0,71%                                |
| Русини                               | Русини                               |                                      | 1.721                                | 0,68%                                |
| Македонци                            | Македонци                            |                                      | 892                                  | 0,35%                                |
| Муслимани                            | Муслимани                            |                                      | 870                                  | 0,34%                                |
| Румуни                               | Румуни                               |                                      | 772                                  | 0,30%                                |
| Горанци                              | Горанци                              |                                      | 568                                  | 0,22%                                |
| Немци                                | Немци                                |                                      | 348                                  | 0,13%                                |
| Словенци                             | Словенци                             |                                      | 335                                  | 0,13%                                |
| Украјинци                            | Украјинци                            |                                      | 301                                  | 0,12%                                |
| Албанци                              | Албанци                              |                                      | 291                                  | 0,11%                                |
| Руси                                 | Руси                                 |                                      | 267                                  | 0,10%                                |
| Буњевци                              | Буњевци                              |                                      | 242                                  | 0,09%                                |
| Бошњаци                              | Бошњаци                              |                                      | 126                                  | 0,05%                                |
| Бугари                               | Бугари                               |                                      | 121                                  | 0,04%                                |
| Власи                                | Власи                                |                                      | 11                                   | 0,00%                                |
| остали                               | остали                               |                                      | 1.576                                | 0,63%                                |
| Регионална припадност                | Регионална припадност                |                                      | 8.257                                | 3,29%                                |
| неизјашњени                          | неизјашњени                          |                                      | 12.562                               | 5,01%                                |
| непознато                            | непознато                            |                                      | 1.260                                | 0,50%                                |
| укупно: 250.439                      |                                      |                                      |                                      |                                      |

| \| \| м \| \| \| ж \| \| ? \| 214 \| \| \| 270 \| \| 80+ \| 1.211 \| \| \| 2.344 \| \| 75—79 \| 2.081 \| \| \| 3.646 \| \| 70—74 \| 3.351 \| \| \| 4.793 \| \| 65—69 \| 4.866 \| \| \| 5.883 \| \| 60—64 \| 4.955 \| \| \| 6.339 \| \| 55—59 \| 4.536 \| \| \| 5.696 \| \| 50—54 \| 7.083 \| \| \| 8.519 \| \| 45—49 \| 7.348 \| \| \| 8.892 \| \| 40—44 \| 6.183 \| \| \| 7.376 \| \| 35—39 \| 6.239 \| \| \| 6.884 \| \| 30—34 \| 6.468 \| \| \| 7.115 \| \| 25—29 \| 6.776 \| \| \| 7.592 \| \| 20—24 \| 7.043 \| \| \| 7.269 \| \| 15—19 \| 6.281 \| \| \| 6.235 \| \| 10—14 \| 5.093 \| \| \| 4.933 \| \| 5—9 \| 4.778 \| \| \| 4.444 \| \| 0—4 \| 4.469 \| \| \| 4.200 \| \| Просек : \| 38,3 \| \| \| 41,2 \| |       |  |  |       |
| |       |  |  |       |
| | м     |  |  | ж     |
| ? | 214   |  |  | 270   |
| 80+ | 1.211 |  |  | 2.344 |
| 75—79 | 2.081 |  |  | 3.646 |
| 70—74 | 3.351 |  |  | 4.793 |
| 65—69 | 4.866 |  |  | 5.883 |
| 60—64 | 4.955 |  |  | 6.339 |
| 55—59 | 4.536 |  |  | 5.696 |
| 50—54 | 7.083 |  |  | 8.519 |
| 45—49 | 7.348 |  |  | 8.892 |
| 40—44 | 6.183 |  |  | 7.376 |
| 35—39 | 6.239 |  |  | 6.884 |
| 30—34 | 6.468 |  |  | 7.115 |
| 25—29 | 6.776 |  |  | 7.592 |
| 20—24 | 7.043 |  |  | 7.269 |
| 15—19 | 6.281 |  |  | 6.235 |
| 10—14 | 5.093 |  |  | 4.933 |
| 5—9 | 4.778 |  |  | 4.444 |
| 0—4 | 4.469 |  |  | 4.200 |
| Просек : | 38,3  |  |  | 41,2  |

| Година пописа     | 1948.  | 1953.  | 1961.  | 1971.  | 1981.  | 1991.  | 2002.  |
| ----------------- | ------ | ------ | ------ | ------ | ------ | ------ | ------ |
| Број домаћинстава | 25.888 | 27.082 | 37.281 | 50.168 | 61.989 | 65.087 | 72.513 |

| Број чланова      | 1      | 2      | 3      | 4      | 5     | 6   | 7   | 8  | 9  | 10 и више | Просек |
| ----------------- | ------ | ------ | ------ | ------ | ----- | --- | --- | -- | -- | --------- | ------ |
| Број домаћинстава | 17.716 | 19.038 | 15.566 | 15.170 | 3.581 | 996 | 279 | 85 | 33 | 49        | 2,63   |

| Пол    | Укупно  | Неожењен/Неудата | Ожењен/Удата | Удовац/Удовица | Разведен/Разведена | Непознато |
| ------ | ------- | ---------------- | ------------ | -------------- | ------------------ | --------- |
| Мушки  | 74.635  | 24.012           | 44.620       | 2.740          | 3.179              | 84        |
| Женски | 88.853  | 22.920           | 45.482       | 13.265         | 7.080              | 106       |
| УКУПНО | 163.488 | 46.932           | 90.102       | 16.005         | 10.259             | 190       |

| Пол    | Укупно                    | Пољопривреда, лов и шумарство | Рибарство                            | Вађење руде и камена | Прерађивачка индустрија       |
| ------ | ------------------------- | ----------------------------- | ------------------------------------ | -------------------- | ----------------------------- |
| Мушки  | 35.808                    | 708                           | 24                                   | 583                  | 7.718                         |
| Женски | 35.246                    | 485                           | 11                                   | 330                  | 5.167                         |
| Укупно | 71.054                    | 1.193                         | 35                                   | 913                  | 12.885                        |
|        |                           |                               |                                      |                      |                               |
| Пол    | Производња и снабдевање   | Грађевинарство                | Трговина                             | Хотели и ресторани   | Саобраћај, складиштење и везе |
| Мушки  | 929                       | 2.625                         | 7.046                                | 1.025                | 3.038                         |
| Женски | 406                       | 868                           | 7.090                                | 1.129                | 1.318                         |
| Укупно | 1.335                     | 3.493                         | 14.136                               | 2.154                | 4.356                         |
|        |                           |                               |                                      |                      |                               |
| Пол    | Финансијско посредовање   | Некретнине                    | Државна управа и одбрана             | Образовање           | Здравствени и социјални рад   |
| Мушки  | 915                       | 2.330                         | 2.432                                | 1.742                | 1.553                         |
| Женски | 1.990                     | 2.378                         | 2.207                                | 3.869                | 5.097                         |
| Укупно | 2.905                     | 4.708                         | 4.639                                | 5.611                | 6.650                         |
|        |                           |                               |                                      |                      |                               |
| Пол    | Остале услужне активности | Приватна домаћинства          | Екстериторијалне организације и тела | Непознато            | Непознато                     |
| Мушки  | 2.473                     | 5                             | 1                                    | 661                  | 661                           |
| Женски | 2.432                     | 45                            | 4                                    | 420                  | 420                           |
| Укупно | 4.905                     | 50                            | 5                                    | 1.081                | 1.081                         |

## Привреда
Нови Сад је економски центар Војводине, најплодније пољопривредне регије у Србији. Град је један од највећих економских и културних центара Србије и бивше Југославије.
Град је током ’90—их година (као и остатак Србије) био тешко погођен економским санкцијама и хиперинфлацијом југословенског динара. Ембарго и лоше пословање су довели до пропадања или затварања некада великих индустријских предузећа, као што су „Новкабел” (индустрија електричних каблова), „Победа” (металска индустрија), „Југоалат” (алати), „Албус” и „ХИНС” (хемијска индустрија). Рафинерија нафте Нови Сад, смештена североисточно од града (заједно са термоелектраном—топланом) близу насеља Шангај, практично је остала једино велико предузеће.
Привреда Новог Сада се углавном опоравила од тог периода и нагло је ојачала након 2001. године, после пребацивања привреде на терцијарни сектор. Процес приватизације државне и друштвене имовине, као и јака приватна иницијатива, повећали су удео приватних предузећа на 95 % у Јужнобачком округу, а мала и средња предузећа доминирају развојем града.
Значај Новог Сада као финансијског центра потврђује велики број банака, као што су „Војвођанска банка”, „Ерсте банк”, „ОТП банка”, „Рајфајзен банка”, „АИК банка” и „НЛБ Континентал банка”; као и ДДОР Нови Сад, друго највеће осигуравајуће друштво у Србији. У граду се још налази и седиште Нафтне индустрије Србије. Новосадски сајам је такође важан са привреду града.

### Туризам
Број туриста је почео да се повећава од 2000. када је Србија почела да се отвара према западној Европи и Сједињеним Државама. Почетком јула сваке године одржава се музички фестивал Егзит, који годишње посећује око 150.000 посетилаца. Поред овог фестивала, Новосадски сајам привлачи многе пословне људе. У мају се у граду одржава највећи пољопривредни сајам у региону, а број посетилаца сајма је 2017. достигао 130.000. У граду постоји туристичка лука код Варадинског моста на коју могу пристати бродови који крстаре Дунавом.
Најпознатија грађевина у Новом Саду је Петроварадинска тврђава, која доминира над градом и пружа одличан поглед на градско језгро. Национални парк Фрушка гора је удаљен приближно 20 km од центра града.

### Саобраћај
Нови Сад се налази 80 km северозападно од Београда и Међународног аеродрома „Никола Тесла” и 346 km јужно од Будимпеште ауто—путем Е—75. Aутобуске линије повезују Нови Сад са европским градовима, а иако је добро повезан пругама, редовних возова нема. У току је изградња брзе пруге до Будимпеште до Београда, чија завршена деоница Београд-Нови Сад повезује та два највећа српска града брзим возовима. Такође, Нови Сад се налази у непосредној близини ауто—пута Е—70 и железничког коридора који повезује Београд и Загреб. До аеродрома Никола Тесла потребно је око 45 минута вожње.
Већи део Новог Сада смештен је између Дунава и једног рукавца канала Дунав—Тиса—Дунав. Над каналом ДТД су изграђена три моста, према Кисачу, Темерину и Каћу. Дунав премошћују Варадински мост, Мост слободе (оштећен у бомбардовању 1999, обновљен 2005) и нови Жежељев мост. Преко Дунава су некада стајали Мост краљевића Томислава и Мост краљевића Андреја (такође познат као Мост Франца Јозефа) који су срушени у Априлском рату, стари Варадински мост (некада Мост маршала Тита, срушен у бомбардовању 1999), Жежељев мост (срушен у бомбардовању 1999) и привремени мост на баржама. Град планира изградњу новог моста који ће користити стубове порушеног Моста краљевића Андреја — а са сремске стране пут ће водити кроз тунел испод Петроварадинске тврђаве. Тренутно се у Новом Саду гради три нова моста. Један преко Дунава преко петроварадинске аде као прва деоница новог Фрушкогорског коридора, други, пешачко-бициклистички мост, на стубовима некадашњег моста Франца Јозефа, и трећи најдужи, мост у продужетку булевара Европе који ће убудуће спајати сремску страну града са Лиманом, Телепом и Булеваром Патријарха Павла.
Главна градска саобраћајница је Булевар ослобођења, који се пружа правцем север—југ и води од главне железничке станице, а на њега се наставља Мост слободе. По текућем урбанистичком плану планира се да булевар Европе постане главна саобраћајница која ће ићи од ауто—пута Е—75 и настављаће се на нови мост преко Рибарског острва ка Поповици.
Јавни превоз у граду обављају аутобуси ЈГСП—а Нови Сад. Поред градских и приградских насеља Града Новог Сада, аутобуским линијама ЈГСП—а су повезана и насеља из суседних општина Беочин, Темерин, Инђија, Жабаљ, Ириг и Сремски Карловци. Мрежу ЈГСП—а чини 35 градских и 37 приградских линија, а тарифни систем се састоји од 5 зона. У Новом Саду су од 1911. до 1959. саобраћали и трамваји чије се поновно увођење најављује више година.
Код Ченеја, десетак километара северно од града, налази се аеродром Ченеј. Аеродром се тренутно користи у спортске и привредне сврхе, мада постоје и идеје о проширивању намене аеродрома.
Овде се налазе Железничка станица Нови Сад и Железничка станица Нови Сад ранжирна.
Град тренутно планира изградњу новог железничког стајалишта у граду на прузи Нови Сад - Зрењанин, Подбара.

## Култура
Нови Сад је културни центар Војводине и један од најзначајнијих културних центара Републике Србије. Још у време османске управе Балканом и Панонском низијом (16—17. век), околина Новог Сада је представљала значајно културно средиште српског народа. Ту се на бачкој страни Дунава налазио манастир Ковиљ, док су се на сремској страни налазили фрушкогорски манастири и град Сремски Карловци, који је половином 16. века био највећи српски град у Османском царству.
Током хабзбуршке управе у 18. и 19. веку, Нови Сад је био центар српске културе, политике и друштвеног живота, због чега је добио надимак „Српска Атина”. Српско народно позориште, основано је у Новом Саду 1861. године, док је седиште Матице српске, значајне културно—научне установе српског народа, пресељено из Пеште у Нови Сад 1864. године. У 19. и почетком 20. века, велики број српских књижевника, песника и правника живео је или радио у Новом Саду, а међу њима су били Ђуро Даничић, Ђура Јакшић, Јован Јовановић Змај, Светозар Милетић, Лаза Костић, Ђорђе Натошевић, Коста Трифковић, Вук Стефановић Караџић итд.
Данас је Нови Сад други по значају културни центар Србије (после Београда). Од 2000. године се у граду одржава музички фестивал Егзит (EXIT), највећи летњи музички фестивал у Србији и региону. У Новом Саду се одржава и једини фестивал алтернативног и новог позоришта у Србији — ИНФАНТ, затим Змајеве дечје игре — најпознатији фестивал дечје књижевности, Стеријино позорје, Новосадски џез фестивал, Дани Бразила, Међународни новосадски књижевни фестивал и многи други.
Нови Сад је био 2019. године Омладинска престоница Европе (енгл. European Youth Capital) приликом чега су се кроз разне креативне пројекте мотивисали млади да преузму друштвену одговорност, учествују у доношењу одлука и буду покретачи промена у свом окружењу. Оваква иницијатива се покреће како би се путем омладинске сарадње кроз креативност и иновативност ојачале везе између европског, националног и локалног нивоа. Такође је 2022. био Европска престоница културе. Октобра 2023. Нови Сад је изабран на Унескову листу креативних градова.
Поред Српског народног позоришта, друга познатија позоришта у граду су Позориште младих и Новосадско позориште. У Новосадској синагоги се такође одржавају бројни културни догађаји. Друге значајне културне установе у граду су огранак Српске академије наука и уметности, Војвођанска академија наука и уметности, Библиотека Матице српске (са око 3.000.000 публикација), Градска библиотека у Новом Саду, Историјски архив у Новом Саду, Архив Војводине (који чува многе историјске документе са подручја Војводине који датирају у прошлост до 1565. године), Културни центар Новог Сада (који организује значајне манифестације и представља актуелну културу), Азбукум (центар за српски језик и културу) итд. У Новом Саду се налазе и најзначајнија уметничка удружења Војводине: Друштво књижевника Војводине, Удружење ликовних уметника Војводине и друга.

### Музеји и галерије
У граду се налази неколико музеја и бројне приватне или јавне галерије. Најпознатији музеј је Музеј Војводине, који је основала Матица српска 1847. године и у којем се налази трајна колекција која представља српску културу и живот у Војводини током историје. Музеј Новог Сада на Петроварадинској тврђави има сталну колекцију везану за историју тврђаве. У центру Новог Сада од децембра 2022. активан је Музеј тамбурице.
Галерија Матице српске је највећа и најцењенија галерија у Новом Саду, а подељена је на две засебне галерије које се налазе у центру града. Ту су још и Галерија ликовне уметности — Поклон збирка Рајка Мамузића и Спомен—збирка Павла Бељанског — једна од највећих колекција српске уметности 20. века (од 1900—их до 1970—их).
Музеј савремене уметности Војводине, својим изложбама прати савремене токове у уметности.
У Новом Саду је 23. априла 2016. године отворен Дино—парк (површине 1,7 хектара; са 24 реплике диносауруса).

### Образовање
У Новом Саду постоји 37 основних школа (34 редовне и три специјалне) са око 26.000 ђака, као и 12 средњих стручних школа и 4 гимназије са око 18.000 ђака. Нови Сад је универзитетски град, а највећа образовна институција у граду је Универзитет у Новом Саду, са око 50.000 студената и 5.000 запослених. Основан је 1960. године, а чини га 9 факултета у Новом Саду (од којих је 7 смештено у модерном универзитетском кампусу) и факултети у Суботици, Сомбору и Зрењанину. У граду од 1981. функционише Студентски културни центар, који од априла 2024. има сопствени наменски грађени објекат на готово 3.500 квадрата.
Поред државних, у Новом Саду такође послују приватне образовне установе. Тренутно је активно пет приватних основних школа и 12 средњих школа. У Новом Саду такође раде и приватни универзитети, међу којима Универзитет Привредна академија, Универзитет Едуконс, Универзитет Сингидунум и Универзитет Унион.

### Медији и издаваштво
У Новом Саду излази дневни лист на српском језику — Дневник. До 2006. године дневне новине на мађарском језику Magyar Szó излазиле су у Новом Саду, да би редакција новина тада била премештена у Суботицу. У граду постоје седишта неколико медијских кућа: регионалног јавног сервиса Радио—телевизије Војводине, градске Новосадске телевизије (некадашња ТВ Аполо), као и неколико приватних ТВ станица — Канала 9, ТВ Паноније, Радио—телевизије Делта (РТД) и ТВ Моста. У граду постоји и неколико комерцијалних радио—станица, а најпопуларније су Радио АC ФM и Радио 021. Нови Сад је познат и као центар издаваштва и књиге. Значајни издавачи су Матица српска, Прометеј, Стилос, Православна реч, Издавачка књижарница Зорана Стојановића, ИП Адреса и др. Познати часописи за књижевност и уметност су најстарији српски часопис Летопис Матице српске; часопис Поља, који издаје Културни центар Новог Сада; и часопис Златна греда, који издаје Друштво књижевника Војводине.
Списак радио станица које се чују у Новом Саду (FМ таласи):
- 87,7 Радио Нови Сад
- 88,2 Југовић Радио (Каћ)
- 89,5 Делта Радио
- 90,0 Радио Марија
- 90,5 Радио Нови Сад 2 (програм на мађарском језику)
- 91,0 Први Радио
- 91,8 Беседа
- 92,2 021 радио
- 92,9 Радио С (Београд — Национална фреквенција)
- 94,1 Радио Индеkc (Београд — Национална фреквенција)
- 94,5 Радио Београд 1 — предајник Црвени Чот
- 95,3 Радио Београд 1 — предајник Авала
- 95,8 АС ФМ радио
- 96,5 Радио БГ 2
- 97,2 Хит ФМ (Београд — Национална фреквенција)
- 97,8 Радио Беочин
- 98,8 Радио Сигнал
- 99,5 Радио Футог
- 100,0 Радио НС програм на језицима националних мањина
- 100,6 Планета радио
- 101,0 Радио РТИ ФМ
- 101,8 Радио Београд 202
- 103,2 Б92 радио (Београд — Национална фреквенција)
- 105,2 Радио HС Плуc
- 107,5 ТДИ Радио

### Архитектура
Нови Сад је типичан централноевропски град. У граду постоји само неколико грађевина саграђених пре 19. века, пошто је стари Нови Сад разорен током револуције 1849. године. Центром данашњег града, због тога, доминира архитектура из 19. века. Некада су се у околини центра града претежно налазиле приземне куће, али се оне постепено замењују модерним вишеспратницама.
Током социјалистичког периода, нови блокови вишеспратних зграда са широким улицама изграђени су око тада постојећег градског језгра. У том периоду доминирале су зграде са 3—6 спратова, а зграда са >10 спратова је било од 40. до 50. Главна градска саобраћајница, Булевар ослобођења, просечена је кроз блокове старих кућа између 1962. и 1964. године. На сличан начин је изграђено још неколико булевара, чиме је добијена ортогонална мрежа улица преко онога што је раније била зракаста структура старог града. Ове интервенције су утабале пут за неометан раст града (који је скоро утростручио број становника од 1950—их), тако да су саобраћајне гужве (осим на пар критичних локација) још увек релативно ретке упркос великом порасту броја аутомобила.

### Верски објекти
У Новом Саду делује око двадесетак верских заједница. Верски објекти у Новом Саду укључују углавном хришћанске (православне, протестантске, католичке, гркокатоличке) верске објекте, поред којих постоје и јеврејска синагога, као и месџиди исламске верске заједнице. Током 18. и 19. века, у граду је преовлађивало православно становништво, да би крајем 19. и почетком 20. века однос верских група био измењен у корист католичког становништва. У току 20. века, православно становништво поново постаје доминантно, тако да је попис из 2002. године забележио да на општинском подручју Града Новог Сада живи 232.995 православаца, 24.843 католика, 9.428 протестаната, 2.542 муслимана, 129 јевреја и 35 припадника прооријенталних култова.
Прва православна парохија у Новом Саду вероватно је основана последњих година 17. века, а сигурно је да је постојала 1702. године. Неколико година касније у тадашњи Петроварадински шанац пресељено је седиште бачког епископа, који је још извесно време носио и титулу сегединског владике. У граду је у 18. веку изграђено пет православних цркви: Саборна — храм Св. Великомученика Георгија (1720.), Николајевска — храм Преноса моштију св.оца Николаја (1730.), Алмашка — храм Света Три Јерарха (1733.) Успенска храм Успења Пресвете Богородице (1736.) и Светојованска — храм Светог Јована Претече (1767. г.). У Сремској Каменици, Црква успења Богородице, је саграђена у времену од 1737. до 1758. године, а у Петроварадину се налази Ваведењска црква из 1922. године. После пада социјализма, изграђене су нове православне цркве на Клиси, Сланој бари, Телепу, Новом Насељу, Детелинари, Петроварадину, Парагову, Шангају, Мишелуку, а у току изградње су храмови на Грбавици и Адицама. Све ове нове цркве су подигнуте у неовизантијском стилу по чему се разликују од старијих православних цркава у центру града, које су рађене у барокном стилу. У приградским насељима постоји још неколико православних цркава — како старијих, тако и новијих.
Манастир Ковиљ је једини православни манастир на општинском подручју Града Новог Сада, а налази се у близини насеља Ковиљ. Манастир је обновљен у периоду од 1705. до 1707. године, а по предању га је основао Свети Сава у 13. веку.
Протестантизам, који је првобитно био раширен међу Словацима, Немцима и Мађарима, током времена се раширио и међу Србима, тако да се данас у већини протестантских цркава у Новом Саду службе обављају на српском језику. Значајнији протестантски верски објекти у граду су: словачка Евангелистичка црква на Роткварији (саграђена 1886. године), Мађарска реформистичка црква на Роткварији (саграђена 1865. године), Мађарска реформистичка црква на Телепу, као и цркве адвентиста, баптиста, назарена, методиста, пентекосталаца и других протестантских заједница. При баптистичкој цркви на Адамовићевом насељу смештен је и протестантски Теолошки факултет, док се на Подбари налази адвентистичка гимназија „Живорад Јанковић”.
Иако су римокатолици мањина у Новом Саду, центром града доминира католичка Црква имена Маријиног, која је једна од најпрепознатљивијих грађевина у Новом Саду. Саграђена је 1895. године у неоготском стилу — на месту старије цркве, која је срушена. Ова црква је и највиша црква у Бачкој. У граду постоји још неколико католичких цркава: једна на Телепу, једна на Грбавици (у Футошкој улици), четири у Петроварадину и једна у Сремској Каменици (саграђена 1811. године). У Петроварадину постоји и фрањевачки Самостан светог Јураја.
Гркокатоличку Цркву светих апостола Петра и Павла у Старом граду, саграђену 1822. године, користи русинска мањина. У граду је постојала и Јерменска црква, саграђена 1746. године. Порушена је 1965. приликом проширивања Булевара маршала Тита (данас Булевар Михајла Пупина).
Од других хришћанских верских заједница, у Новом Саду се налазе и верски објекти Јеховиних сведока и мормона.
Новосадска синагога је саграђена 1905. у стилу сецесије. Данас се храм не користи у верске сврхе, пошто је зграда синагоге постала једна од најважнијих културних институција у граду. Муслимански верници користе месџиде који се налазе на Адамовићевом насељу (у Футошкој улици) и Великом риту. При месџиду исламске заједнице на Адамовићевом Насељу налази се и седиште Новосадског муфтијства Исламске заједнице у Србији.

### Спорт
Град је седиште спортског друштва „Војводина”, фудбалских, кошаркашких, одбојкашких, рукометних, ватерполо, боксерских, рвачких, џудо, карате, стонотениских, тениских, хокејашких и других клубова. Посебно је значајан ФК Војводина (1914), који игра у Суперлиги Србије, као и ФК Нови Сад са Детелинаре. Остали значајни клубови из града су ОК Војводина, КК Војводина, РК Војводина и ВК Војводина.
На Мишелуку (између Петроварадина и Сремске Каменице), код Моста слободе, налазила се стаза где су се годишње одржавале аутомобилске и мото трке у оквиру шампионата Србије. Од 2009. године, Град Нови Сад не дозвољава одржавање трка на Мишелуку.
У граду постоји више тениских клубова: на Новом Насељу (ТК „6. мај”), на Сајмишту (ТК „Нови Сад”), на Камењару (ТК „Ас”), у центру (ТК „Војводина”), на Телепу (ТК „Винер”) и др. Поред тога, град има отворене базене на Сајмишту, као и затворене на Спенсу; такође постоји и отворено и затворено клизалиште.
Због непосредне близине Националног парка Фрушка гора, у граду постоји неколико планинарских друштава; једном годишње се одржава традиционални Фрушкогорски маратон.
Град је био домаћин многих спортских догађаја, а најзначајнији су били Европско првенство у стоном тенису 1974, Светско првенство у стоном тенису 1981, Шаховска олимпијада 1990, Европско првенство у рвању 2017., Европска првенство у каратеу и мачевању 2018. — као и групне фазе на Европском првенству за кошаркаше 2005., Европским првенствима за рукометаше и рукометашице 2012. и Светском првенству за рукометашице 2013.

## Политичко и административно уређење
Нови Сад има статус града и састоји се од четири градска насеља и 12 насељених места. Седиште градске управе града Новог Сада је у Новом Саду.
Органи власти у граду Новом Саду су Скупштина града Новог Сада, градоначелник, Градско веће, Градска управа и независна регулаторна тела.
- Градоначелник Новог Сада од 2025. године је Жарко Мићин (СНС), а његов заменик Ђурађ Јакшић (СНС).
- Председник Скупштине града Новог Сада од 2024. године је Дина Вучинић (СНС).

Нови Сад додељује градска признања: Фебруарску награду, Октобарску награду и Новембарску повељу.

## Градске четврти и приградска насеља

### Градске четврти
Поред најужег градског подручја Новог Сада на левој обали Дунава, урбаном подручју града такође припадају и Петроварадин и Сремска Каменица на десној дунавској обали — који са остатком града на левој обали реке чине јединствену целину.
Најстарије градске четврти Новог Сада су Стари град, Подбара (Алмашки крај) и Роткварија (Светојовански крај или Јовански). До половине 19. века, ширењем града настају Салајка и Грбавица. У старије делове Новог Сада спадају и некадашња посебна насеља Сремска Каменица, Петроварадин и Клиса, која су данас део урбаног подручја града. До половине 20. века настају градске четврти Банатић, Сајмиште, Адамовићево насеље, Телеп, Стара Детелинара, Лиман 1, Видовданско насеље, Слана Бара, Мали Београд, Стари Шангај итд.
Лимани 2, 3 и 4, Сателит, Ново насеље, Нова Детелинара, Авијатичарско насеље и Адице настали су у време социјализма, углавном планском изградњом. Изузетак чини насеље Адице, које је настало као непланско приградско насеље, које се касније спојило са Новим Садом. На Лиманима, Новом насељу и Детелинари изграђене су модерне зграде и широки булевари, а ово су уједно и три највећа новосадска насеља по броју становника. Ова насеља су изграђена због великог прилива становништва после Другог светског рата, на подручјима некадашњих шума и пољана. Многе старе куће у градском центру, на Роткварији и околини данашњег Булевара ослобођења, срушене су током 1950—их и 1960—их — да би биле замењене вишеспратницама. Град је доживео нови грађевински бум крајем 20. и почетком 21. века, а неке старије градске четврти — попут Грбавице, Старе Детелинаре или Телепа — потпуно су промениле своју физиономију.
Најновије градске четврти са новоизграђеним породичним кућама углавном су смештене на ободу града и у великој мери су настањене становништвом које је избегло са бивших југословенских простора захваћених ратом. У те нове градске четврти спадају Ветерничка рампа, Сајлово, Велики рит, Горње ливаде итд. Планском изградњом су подигнуте нове вишеспратнице за колективно становање на Југовићеву, а урбанистичким плановима је оваква планска изградња предвиђена и на подручју Мишелука. Ширење стамбених зона карактеристично је и за сремску обалу Дунава, где су у околини историјских градских језгара Петроварадина и Сремске Каменице током времена настала нова стамбена насеља — Рибњак, Карагача, Садови, Буковачки Плато, Алибеговац, Татарско Брдо, Чардак, Боцке, Староиришки Пут, Парагово, Поповица, Главица, Артињева итд.

### Приградска насеља
У 13 приградских насеља на општинском подручју Града Новог Сада живи 86.842 становника (23,7 % од укупног броја становника града). Највећа приградска насеља су (са приказаним бројем становника са пописа из 2002): Ветерник (18.626), Футог (18.582) и Каћ (11.166). Футог има статус самосталног градског насеља, док остала приградска насеља Новог Сада немају израженијих градских функција. Због повећања броја становника и ширења стамбених зона, нека приградска насеља — као што су Ветерник, Футог, Лединци, Стари Лединци и Буковац — током времена су се физички спојила са Новим Садом и са њим чине јединствену агломерацију.
Новом Саду гравитирају и становници Јужнобачког и делимично Сремског округа, посебно житељи суседних општина Беочин, Сремски Карловци, Темерин и Бачки Петровац. Становници ових општина, у којима живи око 68.000 становника, свакодневно долазе у Нови Сад, са којим су повезани редовним приградским аутобуским линијама.
| Број | Име           | Статус         | Градска општина | Становништво (попис 2002) | Становништво (попис 2011) |
| ---- | ------------- | -------------- | --------------- | ------------------------- | ------------------------- |
| I    | Бегеч         | село           | Нови Сад        | 3.335                     | 3.325                     |
| IX   | Будисава      | село           | Нови Сад        | 3.825                     | 3.656                     |
| XI   | Буковац       | село           | Петроварадин    | 3.585                     | 3.936                     |
| III  | Ветерник      | село           | Нови Сад        | 18.626                    | 17.454                    |
| VIII | Каћ           | село           | Нови Сад        | 11.166                    | 11.740                    |
| V    | Кисач         | село           | Нови Сад        | 5.471                     | 5.091                     |
| X    | Ковиљ         | село           | Нови Сад        | 5.599                     | 5.414                     |
| XIII | Лединци       | село           | Петроварадин    | 1.641                     | 1.912                     |
| IV   | Руменка       | село           | Нови Сад        | 5.729                     | 6.495                     |
| XII  | Стари Лединци | село           | Петроварадин    | 823                       | 934                       |
| VI   | Степановићево | село           | Нови Сад        | 2.214                     | 2.021                     |
| II   | Футог         | градско насеље | Нови Сад        | 18.582                    | 18.641                    |
| VII  | Ченеј         | село           | Нови Сад        | 2.115                     | 2.125                     |

## Познате личности
- Мирослав Антић (1932—1986), српски песник и новинар
- Борисав Атанасковић (1931—1994), југословенски и српски књижевник, драмски писац за децу и одрасле, позоришни глумац, редитељ, драматург и уредник радио—драме за децу у РНС1
- Исидор Бајић (1878—1915), српски композитор, учитељ и издавач
- Јаника Балаж (1925—1988), југословенски тамбураш и музичар
- Јован Грчић Миленко (1846—1875), српски песник и приповедач
- Милош Миле Димитријевић (1824—1896), српски правник, политичар и председник Матице српске
- Светозар Милетић (1826—1901), српски политичар и публициста
- Миша Димитријевић (1846—1889), српски политичар, књижевник и публициста
- Јаков Игњатовић (1822—1889), српски књижевник и публициста
- Јосип Јелачић (1801—1859), бан Хрватске и Славоније и аустријски војсковођа
- Михаило Полит-Десанчић (1833—1920), српски адвокат, публициста, уредник новина, књижевник и вођа Либералне странке у периоду Аустроугарске управе
- Јован Јовановић Змај (1833—1904), српски писац за децу и дечји песник
- Слободан Јовановић (1869—1958), српски правник, историчар, књижевник, политичар, председник Српске краљевске академије, ректор Београдског универзитета
- Лаза Костић (1841—1910), српски књижевник, песник, адвокат, полиглота, новинар, драмски писац и естетичар
- Милева Марић Ајнштајн (1875—1948), српска математичарка и физичарка
- Моника Селеш (1973), југословенска и америчка професионална тенисерка мађарског порекла
- Васа Стајић (1878—1947), српски филозоф и писац
- Александар Тишма (1924—2003), српски песник и писац
- Коста Трифковић (1843—1875), српски писац и драматург
- Ђорђе Балашевић (1953—2021), српски кантаутор, песник и глумац
- Мирна Јукић (1986), аустријска пливачица
- Милица Гардашевић (1998), српска скакачица у даљ

## Међународни односи

### Градови побратими
- Александрија, Египат (од 2021)[104][105]
- Будва, Црна Гора (од 1996)[106][107]
- Гомељ, Белорусија (од 2013)[108][109]
- Дортмунд, Немачка (од 1982)[110][111]
- Илијуполи (атинска општина), Грчка (од 1994)[106][112]
- Источно Сарајево, Босна и Херцеговина (од 2021)[113]
- Кливленд, Сједињене Америчке Државе (од 2023)[114]
- Крф, Грчка (од 2017)[115]
- Куманово, Северна Македонија (од 2019)[116][117]
- Модена, Италија (од 1974)[106][118]
- Нижњи Новгород, Русија (од 2006)[106][119]
- Норич, Уједињено Краљевство (од 1989)[106][120]
- Орел, Русија (од 2017)[121]
- Печуј, Мађарска (од 2009)[106][122]
- Таверни, Француска (од 2020)[123][124][125][126]
- Темишвар, Румунија (од 2005)[106][127]
- Тиват, Црна Гора (од 2023)[128][129]
- Толука, Мексико (од 2015)[130][131]
- Чангчуен, Народна Република Кина (од 1981)[132]
- Шираз, Иран (од 2023)[133]

### Партнерски градови
- Ангјен ле Бен, Француска (од 2020)[124][126]
- Бања Лука, Босна и Херцеговина (од 2006)[134]
- Гетеборг, Шведска (од 2002)
- Ђинан, Кина (од 2025)[135]
- Крањ, Словенија (од 2004)[106]
- Краснодар, Русија
- Лавов, Украјина (од 1999)[106]
- Нант, Француска (од 2003)
- Осијек, Хрватска (од 2002)
- Тузла, Босна и Херцеговина (од 2002)
- Сегедин, Мађарска (од 2001)
- Сен-Лу-Ла-Форе, Париз, Француска (од 2020)[124][126]
- Улм, Немачка (од 2002)[136]
- Фрузенски дистрикт, Санкт Петербург, Русија (од 2003)[137]

## Галерија
- Застава задруга српских занатлија, Музеј града Новог Сада
- Купалиште Штранд на Дунаву
- Дунавски парк
- Кула са сатом
- Булевар ослобођења ноћу
- Новосадска синагога
- Музеј тамбурице
- H&M радња у Новом Саду
- Старо језгро 1
- Старо језгро 2
- Старо језгро 3
- Старо језгро 4